# Aalborg Chang
Aalborg Chang (eller Idrætsklubben Chang Aalborg) blev stiftet i 1912 af tre 13-14 årige drenge under navnet Karl Emils Klub (efter en af stifterne). Fra begyndelsen tilbød klubben fodbold og cricket. Senere oprettedes en tennisafdeling.
For få år siden skilte cricketafdelingen sig ud og oprettede sin egen klub, Aalborg Chang Cricketklub.
I 2001 etableredes en professionel fodboldafdeling med navnet FC Nordjylland. Hovedsponsor var den tidligere professionelle fodboldspiller Ole Bach Jensen, som efter få år trak sit tilsagn om økonomisk støtte tilbage, hvorefter den professionelle afdeling gik konkurs. Alle klubbens hold under DBU og JBU blev degraderet til serie 6.
Klubbens bedste hold har spillet i følgende rækker i følgende år:
- 1986 3. division vest
- 1994 2. division
- 1997 2. division vest (vandt divisionen)
- 1997-1998 1 division (sluttede til nedrykning)
- 2000-2001 2. division
- 2001-2002 2. division (som den professionelle klub F. C. Nordjylland)
- 2003-2004 1. division (som den professionelle klub F. C. Nordjylland)

Klubben blev landskendt i 1955, da fodboldholdet præsterede at spille sig i finalen i den nyindstiftede Landspokalturnering. Modstanderen i finalen var AGF, som vandt 4-0.
Holdet deltog i kampen om oprykning til 2. division, og da det mislykkedes, var finalepladsen i pokalturneringen en fuldgyldig kompensation herfor, om end spillerne ikke modtog nogen erindring (fx sølvmedalje).
Aalborg Changs formand Klaus Bentzen.

## Kendte spillere
- Jes Høgh
- Bo Nielsen, årets profil i 2. division Vest 1997
- Per Krøldrup
- Thomas Bælum

## Trænere
- 19XX-1994: Lynge Jakobsen
- 1994-1997: Søren Kusk
- 1998-2000: Per Westergaard
- 2000-2001: Ole Nielsen
- 2002-2004: Flemming Nielsen
- 2004: Troels Gaardboe
- 2004-2006: Lars Ubbesen
- 2006-2007: René Tengstedt & Jari Pedersen
- 2007-2008: René Tengstedt
- 2009-? : Karsten Møller
- 2014 -? : Torben Andersen & Mads Pedersen
- 2015: Claus Gajhede
- 2016: Jesper Hjort og Terkel Christensen
- 2017-2020: Allan Christensen og Terkel Christensen
- 2020- Steffen Agerbo